# 군위군의 국회의원
다음은 군위군의 역대 국회의원 목록이다.

## 군위군의 역대 국회의원 목록
| 대수         | 이름           | 소속정당   | 임기                               | 선거구역 |
| ------------ | -------------- | ---------- | ---------------------------------- | --- |
| 제1대        | 박준(朴竣)     | 무소속     | 1948년 5월 31일 ~ 1950년 5월 30일  | 군위군 일원 |
| 제2대        | 박만원(朴晩元) | 무소속     | 1950년 5월 31일 - 1954년 5월 30일  | 군위군 일원 |
| 제3대        | 박만원(朴晩元) | 자유당     | 1954년 5월 31일 ~ 1958년 5월 30일  | 군위군 일원 |
| 제4대        | 박만원(朴晩元) | 자유당     | 1958년 5월 31일 ~ 1960년 7월 28일  | 군위군 일원 |
| 제5대 민의원 | 문명호(文命浩) | 민주당     | 1960년 7월 29일 ~ 1961년 5월 16일  | 군위군 일원 |
| 제6대        | 김봉환(金鳳煥) | 민주공화당 | 1963년 12월 17일 ~ 1967년 6월 30일 | 군위군·선산군 일원                                                                                               |
| 제7대        | 김봉환(金鳳煥) | 민주공화당 | 1967년 7월 1일 ~ 1971년 6월 30일   | 군위군·선산군 일원                                                                                               |
| 제8대        | 김봉환(金鳳煥) | 민주공화당 | 1971년 7월 1일 ~ 1972년 10월 17일  | 군위군·선산군 일원                                                                                               |
| 제9대        | 신현확(申鉉碻) | 민주공화당 | 1973년 3월 12일 ~ 1979년 3월 11일  | 군위군·성주군·선산군·칠곡군 일원                                                                                 |
| 제9대        | 김창환(金昌煥) | 신민당     | 1973년 3월 12일 ~ 1979년 3월 11일  | 군위군·성주군·선산군·칠곡군 일원                                                                                 |
| 제10대       | 신현확(申鉉碻) | 민주공화당 | 1979년 3월 12일 ~ 1979년 12월 12일 | 구미시·군위군·성주군·선산군·칠곡군 일원                                                                          |
| 제10대       | 김현규(金鉉圭) | 무소속     | 1979년 3월 12일 ~ 1980년 10월 27일 | 구미시·군위군·성주군·선산군·칠곡군 일원                                                                          |
| 제11대       | 박재홍(朴在鴻) | 민주정의당 | 1981년 4월 11일 ~ 1985년 4월 10일  | 구미시·군위군·성주군·선산군·칠곡군 일원                                                                          |
| 제11대       | 김현규(金鉉圭) | 민주한국당 | 1981년 4월 11일 ~ 1985년 4월 10일  | 구미시·군위군·성주군·선산군·칠곡군 일원                                                                          |
| 제12대       | 박재홍(朴在鴻) | 민주정의당 | 1985년 4월 11일 ~ 1988년 5월 29일  | 구미시·군위군·성주군·선산군·칠곡군 일원                                                                          |
| 제12대       | 김현규(金鉉圭) | 무소속     | 1985년 4월 11일 ~ 1988년 5월 29일  | 구미시·군위군·성주군·선산군·칠곡군 일원                                                                          |
| 제13대       | 김윤환(金潤煥) | 민주정의당 | 1988년 5월 30일 ~ 1992년 5월 29일  | 군위군·선산군 일원                                                                                               |
| 제14대       | 김윤환(金潤煥) | 민주자유당 | 1992년 5월 30일 ~ 1996년 5월 29일  | 군위군·선산군 일원                                                                                               |
| 제15대       | 장영철(張永喆) | 신한국당   | 1996년 5월 30일 ~ 2000년 5월 29일  | 군위군·칠곡군 일원                                                                                               |
| 제16대       | 정창화(鄭昌和) | 한나라당   | 2000년 5월 30일 ~ 2004년 5월 29일  | 군위군·의성군 일원                                                                                               |
| 제17대       | 김재원(金在原) | 한나라당   | 2004년 5월 30일 ~ 2008년 5월 29일  | 군위군·의성군·청송군 일원                                                                                        |
| 제18대       | 정해걸(丁海杰) | 친박연대   |                                    | 군위군·의성군·청송군 일원                                                                                        |
| 제19대       | 김재원(金在原) | 새누리당   | 2012년 5월 30일 ~ 2016년 5월 29일  | 군위군·의성군·청송군 일원                                                                                        |
| 제20대       | 김종태(金鍾泰) | 새누리당   | 2016년 5월 30일 ~ 2017년 2월 9일   | 상주시·군위군·의성군·청송군 일원                                                                                 |
| 제20대       | 김재원(金在原) | 자유한국당 | 2017년 4월 13일 ~ 2020년 5월 29일  | 상주시·군위군·의성군·청송군 일원                                                                                 |
| 제21대       | 김희국(金熙國) | 미래통합당 | 2020년 5월 30일 ~ 2024년 5월 30일  | 군위군·의성군·청송군·영덕군 일원                                                                                 |
| 제22대       | 강대식(姜大植) | 국민의힘   | 2020년 5월 30일 ~ 2024년 5월 30일  | 동구·군위군 을: 동구 도평동, 불로봉무동, 해안동, 안심1동, 안심2동, 안심3동, 안심4동, 혁신동, 공산동, 군위군 일원 |

## 같이 보기
- 성주군의 국회의원
- 칠곡군의 국회의원
- 구미시의 국회의원
- 의성군의 국회의원
- 청송군의 국회의원
- 영덕군의 국회의원
- 상주시의 국회의원
- 선산군의 국회의원
- 대구 동구의 국회의원
- 군위군·선산군
- 군위군·칠곡군
- 군위군·의성군
- 군위군·의성군·청송군
- 상주시·군위군·의성군·청송군
- 군위군·의성군·청송군·영덕군
- 동구·군위군 을